# اون طرفیا
اون طرفیا یا اون سمتیا کمیک تک-صفحه‌ای خلق‌شده توسط گری لارسون و روزنامه‌های زنجیره‌ای توسط کرونیکل فیچر و سپس سندیکای یونیورسال پرس، که فرار از دسامبر ۳۱، ۱۹۷۹، ۱ ژانویه، ۱۹۹۵ (وقتی که لارسون به عنوان یک کاریکاتوریست بازنشسته شد). شوخ فراواقع‌گرایی آن غالباً مبتنی‌بر موقعیت‌های ناخوشایند اجتماعی، وقایع غیرمحتمل، نگاه انسان‌انگاری به جهان، مغالطه‌های منطقی، بلایای عجیبِ قریب‌الوقوع، اشارات (غالباً پیچیده) به ضرب‌المثل‌ها یا جستجوی معنای زندگی است. استفاده مکرر لارسون از حیوانات و طبیعت در این کمیک به‌طور گسترده به سابقه وی در زیست‌شناسی نسبت داده می‌شود. اون طرفیا در نهایت توسط بیش از ۱۹۰۰ روزنامه روزانه برده‌شد، به ۱۷ زبان ترجمه شده و در تقویم‌ها، کارت‌های تبریک و ۲۳ کتاب تألیف جمع‌آوری شده و بازپخش همچنان در بسیاری از روزنامه‌ها انجام می‌شود. پس از ۲۵ سال وقفه، در ژوئیه سال ۲۰۲۰، لارسون شروع به ترسیم داستانهای مصور اون طرفیا جدیدی کرد که از طریق وب سایت رسمی این کمیک ارائه شده‌است.
لارسون برای کار در این داستان مصور با ست برای سال‌های ۱۹۸۵ و ۱۹۸۸، و با جایزه روبن برای ۱۹۹۰ و ۱۹۹۴ شناخته شد. اون طرفیا برنده جایزه صدای طنز وبی پیپل ۲۰۲۰ در طبقه‌بندی وب شد.